# Raghuva subpurcata
Raghuva subpurcata là một loài bướm đêm trong họ Noctuidae.